# ГЕС Nàjí
ГЕС Nàjí (那吉航运枢纽) — гідроелектростанція на півдні Китаю у провінції Гуансі. Знаходчись перед ГЕС Yúliáng, становить верхній ступінь каскаду на річці Юйцзян, лівій твірній Юцзян, котра впадає праворуч до основної течії річкової системи Сіцзян (завершується в затоці Південно-Китайського моря між Гуанчжоу та Гонконгом) на межі ділянок Qian та Xun. При цьому вище по сточищу на витоках Юйцзян працює ще кілька електростанцій, наприклад, ГЕС Bǎisè.
В межах проекту річку перекрили бетонною греблею, яка утримує водосховище з об'ємом 103 млн м3 та нормальним рівнем поверхні на позначці 115 метрів НРМ (під час повені рівень може зростати до 118,5 метра НРМ, а об'єм — до183 млн м3). У правобережній частині споруди облаштований судноплавний шлюз.
Інтегрований у греблю машинний зал обладнали трьома турбінами типу Каплан потужністю по 22 МВт.